# East Lyme
East Lyme är en kommun (town) i New London County i delstaten Connecticut, USA. Vid folkräkningen år 2000 bodde 18 118 personer på orten. Den har enligt United States Census Bureau en area på totalt 108,8 km² varav 20,6 km² är vatten.
East Lyme grundades år 1839 som en sammanslagning av de två byarna Flanders och Niantic till en kommun.